# Liste des aéroports les plus fréquentés en Grèce
Voici une liste des aéroports les plus fréquentés de Grèce par an pour le trafic passagers. 

## En graphique
Pour des raisons techniques, il est temporairement impossible d'afficher le graphique qui aurait dû être présenté ici.

Voir la requête brute et les sources sur Wikidata.

## 2018
Données extraites de la Hellenic Civil Aviation Authority (CAA) et des sites officiels des aéroports,.
| Rang  | Aéroport                                               | Total passagers | Evol annuelle | Evol de rang |
| ----- | ------------------------------------------------------ | --------------- | ------------- | ------------ |
| 1     | Aéroport international d'Athènes Elefthérios-Venizélos | 24 135 736      | 11.0 %        | Stable       |
| 2     | Aéroport international d'Héraklion Níkos-Kazantzákis   | 8 098 465       | 10.4 %        | Stable       |
| 3     | Aéroport de Thessalonique-Makedonía                    | 6 689 193       | 7.1 %         | Stable       |
| 4     | Aéroport de Rhodes                                     | 5 567 748       | 5.0 %         | Stable       |
| 5     | Aéroport de Corfou                                     | 3 364 115       | 15.1 %        | 1            |
| 6     | Aéroport international de La Canée                     | 3 008 687       | 1.10 %        | 1            |
| 7     | Aéroport international de l'île de Kos                 | 2 666 307       | 14.9          | Stable       |
| 8     | Aéroport de Santorin (Thira)                           | 2 254 926       | 16.8          | Stable       |
| 9     | Aéroport international de Zante                        | 1 800 457       | 8.5 %         | Stable       |
| 10    | Aéroport de l'île de Mykonos                           | 1 395 787       | 15.6 %        | Stable       |
| 11    | Aéroport international de Céphalonie                   | 761 647         | 21 %          | Stable       |
| 12    | Aéroport d'Aktion                                      | 583 666         | 2.6 %         | Stable       |
| 13    | Aéroport international de Mytilène                     | 465 057         | 6.6 %         | Stable       |
| 14    | Aéroport de Samos                                      | 440 755         | 7.4 %         | 1            |
| 15    | Aéroport de Skiathos                                   | 417 153         | 1.9 %         | 1            |
| 16    | Aéroport international de Kavala                       | 391 696         | 15.9 %        | Stable       |
| 17    | Aéroport de Kalamata                                   | 278 193         | 0.0 %         | Stable       |
| 18    | Aéroport de l'île de Chios                             | 229 327         | 5.7 %         | 1            |
| 19    | Aéroport d'Alexandroúpoli                              | 211 522         | 24.6 %        | 1            |
| 20    | Aéroport de l'île de Karpathos                         | 206 758         | 10.4          | 2            |
| 21    | Paros                                                  | 204 759         | 25.3 %        | Stable       |
| 22    | Aéroport d'Araxos                                      | 180 996         | 17.9 %        | Stable       |
| 23    | Ioannina                                               | 109 523         | 13.7 %        | Stable       |
| 24    | Aéroport de Lemnos                                     | 93 612          | 8.7 %         | Stable       |
| 25    | Aéroport national de l'île de Naxos                    | 85 894          | 52.2 %        | Stable       |
| 26    | Milos                                                  | 75 236          | 66.4 %        | Stable       |
| 27    | Aérodrome de Sitía                                     | 61 582          | 93.3 %        | 2            |
| 28    | Icarie                                                 | 44 203          | 6.4 %         | 1            |
| 29    | Vólos                                                  | 41 345          | 35.3 %        | 1            |
| 30    | Cythère                                                | 37 759          | 18.3 %        | 1            |
| 31    | Leros                                                  | 24 048          | 12.8 %        | Stable       |
| 32    | Aérodrome de Skyros                                    | 18 057          | 15.0 %        | Stable       |
| 33    | Syros                                                  | 17 748          | 3.8 %         | Stable       |
| 34    | Astypalée                                              | 14 117          | 15.2 %        | Stable       |
| 35    | Aérodrome de Kalymnos                                  | 10 234          | 14.5 %        | Stable       |
| 36    | Aérodrome de Kastellórizo                              | 5 485           | 0.2 %         | Stable       |
| 37    | Kozani (en)                                            | 4 310           | 13.0 %        | 1            |
| 38    | Kastoria (en)                                          | 4 279           | 15.9 %        | 1            |
| 39    | Aérodrome de Kassos                                    | 2 840           | 7.0 %         | Stable       |
| TOTAL |                                                        | 63 728 596      | 10.1 %        |              |